# Institut Català de la Vinya i el Vi
L'Institut Català de la Vinya i el Vi (acrònim: INCAVI) va ésser creat l'any 1980 com a òrgan de direcció de les estacions enològiques de Vilafranca del Penedès i Reus, la competència sobre les quals havia estat transferida a la Generalitat del Principat de Catalunya. Des d'octubre de 2024 el seu director general és Joan Gené i Albesa.
Des d'aleshores l'INCAVI ha estat el punt de referència en el suport a vinicultors i elaboradors en la millora continuada de la qualitat dels vins del Principat de Catalunya, i en la tasca d'investigació i desenvolupament de noves tecnologies que portessin el sector vitivinícola català a ocupar un lloc destacat entre els productors de vins d'alta qualitat.
L'INCAVI és també motor de la promoció dels vins de Catalunya, tant entre els consumidors catalans com en els mercats estrangers. La difusió de la cultura del vi, d'una forma de viure mediterrània, i d'un bon coneixement dels vins catalans continuen essent una de les tasques primordials d'aquest institut.
En aquest sentit, l'INCAVI organitza dues manifestacions anuals de promoció adreçades al consumidor català: la Mostra de Vins i Caves de Catalunya (una trobada anual entre elaboradors i consumidors que se celebra a Barcelona entorn de les festes de la Mercè) i la Festa del Vi Novell, que se celebra l'11 de novembre (diada de Sant Martí).

## Directors
- ????-2021: Jordi Bort[3]
- 2021-2024: Alba Balcells i Barril[4]
- Des de 2024: Joan Gené i Albesa.[1]